# Thorns de Portland
Maillots
Actualités
Les Thorns de Portland, abrégé en « Thorns de Portland » (en anglais : Portland Thorns) sont un club franchisé de soccer féminin professionnel américain basé dans la ville de Portland, dans l'Oregon.

## Histoire

### Années 2010
Lors de la fondation de la NWSL en 2012, les Portland Timbers sont la seule équipe de MLS à lancer une section féminine pour concourir dans cette nouvelle ligue. Ils créent donc les Portland Thorns. L'équipe profite des installations et du staff des Timbers, mais aussi de ses supporters :  un tiers des abonnés aux Timbers est aussi abonné aux Thorns, et dès la première saison l'affluence moyenne des Thorns est de 13 320 spectateurs par match. Pour la saison inaugurale terminé troisièmes de la saison régulière, les Thorns remportent les play-offs en dominant le Western New York Flash 2-0 en finale et décrochent le premier titre de la NWSL. 

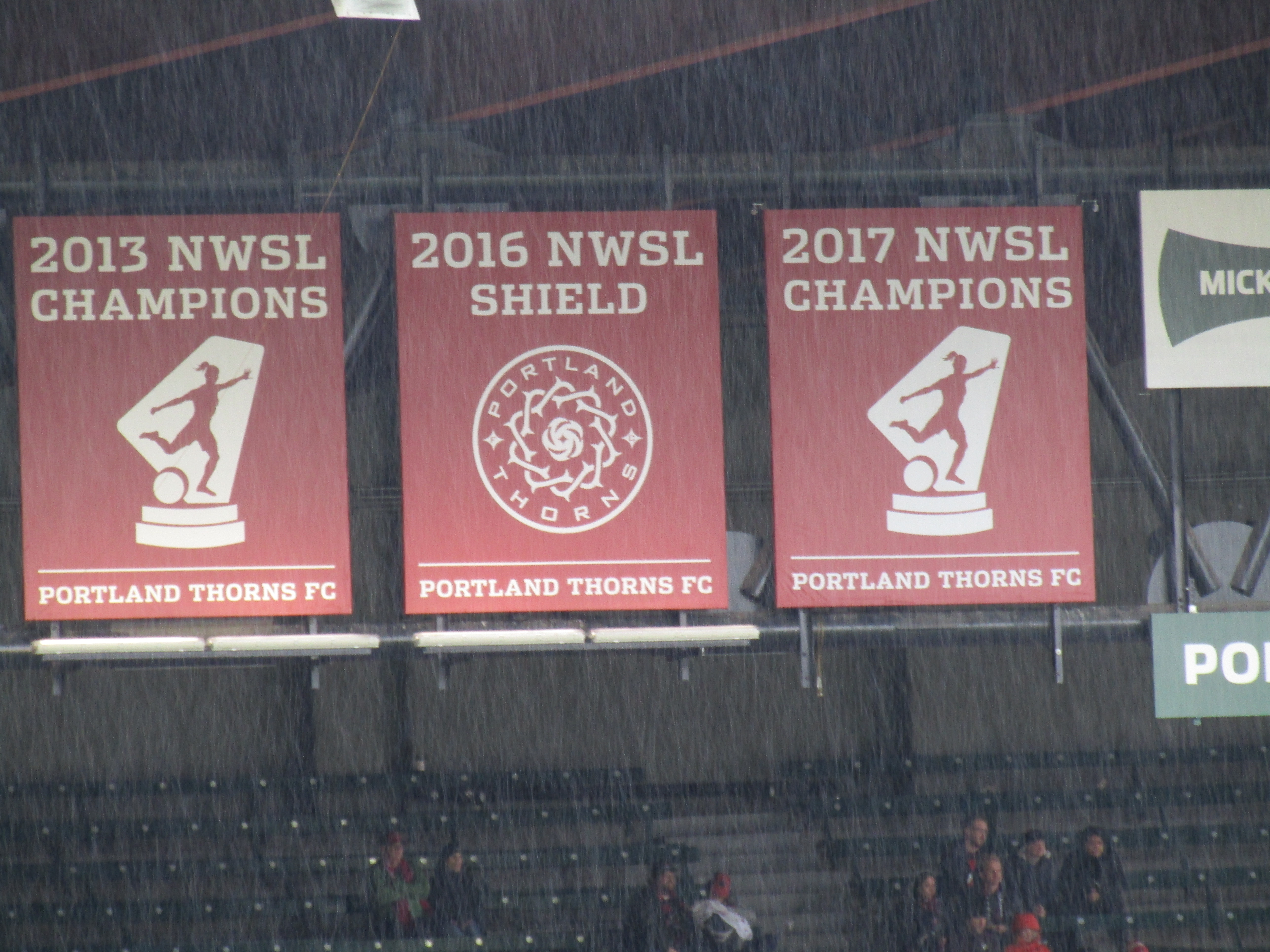
Le palmarès des Thorns affiché au Providence Park en avril 2018.

En 2016, les Thorns remportent le Shield en terminant en tête de la saison régulière, puis sont éliminées en demi-finales des play-offs par le Western New York Flash. La saison suivante, le club remporte un deuxième titre en prenant sa revanche en finale sur le Flash, devenu le North Carolina Courage (2-0).

### Années 2020
Alors que la saison 2020 est annulée à cause de la pandémie de Covid-19, les Thorns remportent le petit tournoi de remplacement, les NWSL Fall Series.

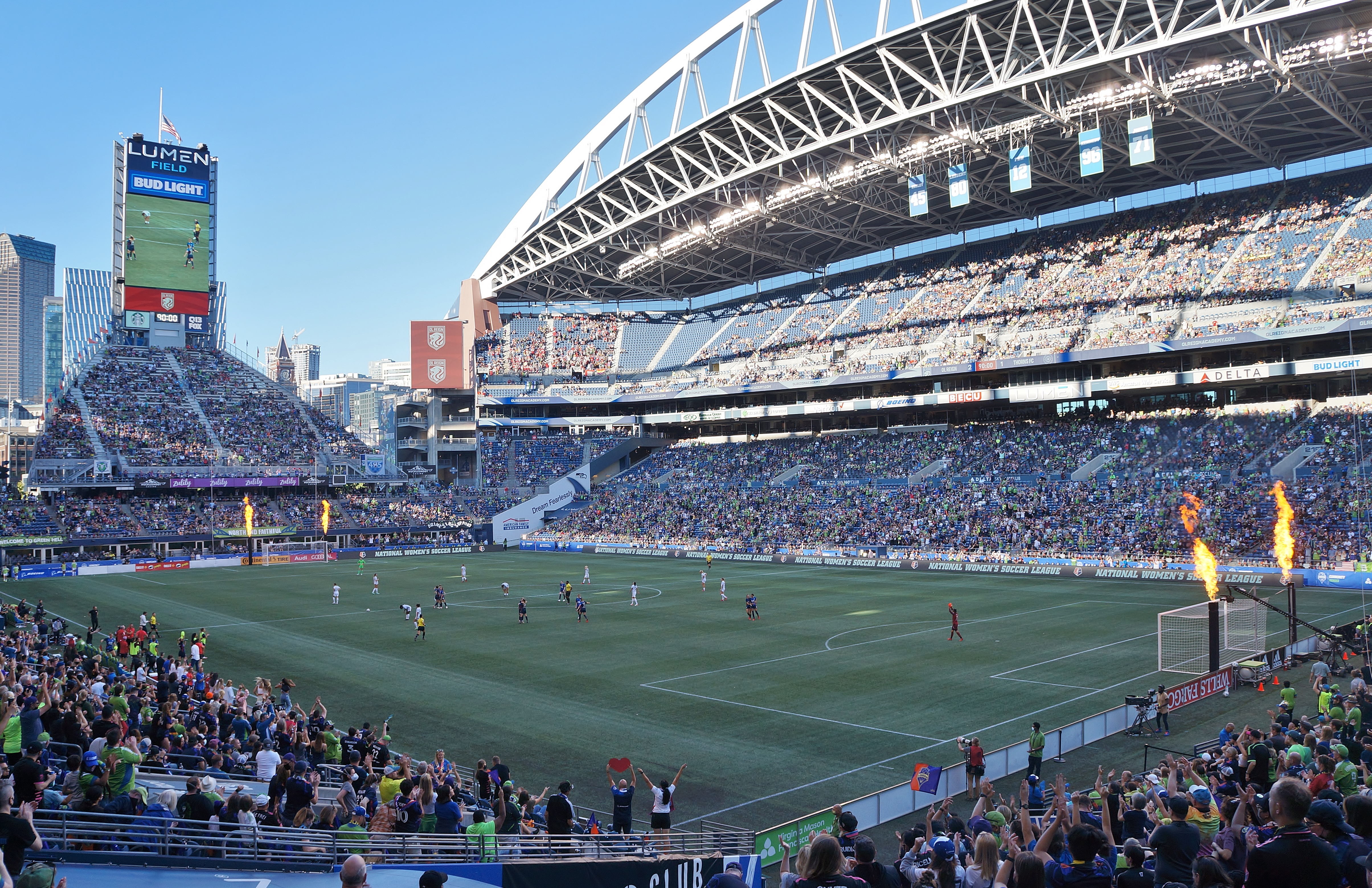
Le Lumen Field lors du derby entre le Reign et les Thorns le 29 août 2021.

Après un bras de fer avec la NWSL, les Thorns signent en 2021 la plus jeune joueuse de l'histoire de la ligue, Olivia Moultrie, âgée de 15 ans seulement. Le 29 août 2021, le derby face au Reign bat un record d'affluence en NWSL avec 27 248 supporters au Lumen Field (défaite 2-1). Cette saison-là, les Thorns remportent le Shield en réalisant la meilleure saison régulière de l'histoire de la NWSL, avant de s'incliner en demi-finale des play-offs face aux Chicago Red Stars (0-2).
À la fin de la saison, l'entraîneur, Mark Parsons, quitte le club pour prendre les rênes de la sélection néerlandaise. Il est remplacé par l'ancienne internationale canadienne et joueuse des Thorns Rhian Wilkinson.
En 2022, les Thorns manquent le NWSL Shield, en échouant d'un point derrière l'OL Reign après un match nul concédé lors de la dernière journée face au NJ/NY Gotham, pourtant dernier du classement. Sophia Smith bat le record de buts inscrits en saison régulière pour les Thorns, avec 14 réalisations. L'équipe rebondit rapidement et décroche son troisième titre de NWSL après avoir remporté la finale des play-offs face au Kansas City Current (2-0).
En décembre 2022, Rhian Wilkinson démissionne à la suite d'un début de relation avec la défenseure Emily Menges. Le propriétaire du club, Merritt Paulson, annonce qu'il veut vendre la franchise. Début 2024, le groupe RAJ Sports débourse 63 millions de dollars pour prendre les commandes du club.

### Scandales
En octobre 2021, le site The Athletic révèle que Paul Riley, ancien manager des Thorns, a commis des abus sexuels sur deux de ses joueuses, Sinead Farrelly et Mana Shim. Il révèle également que la direction du club a couvert ces abus, en prétextant de mauvais résultats sportifs pour justifier le non-renouvellement du contrat de Riley en 2015. En ne rendant pas ces abus publics, la direction des Thorns a en effet permis que Riley retrouve un poste en NWSL au Western New York Flash, qui deviendra le North Carolina Courage.
Un an plus tard, un rapport révèle que les dirigeants des Thorns ont même chaudement recommandé la candidature de Riley au Flash. Le président de la franchise, Merritt Paulson, se retire alors de la direction des Thorns, tandis que le directeur sportif, Gavin Wilkinson, est renvoyé. Le même rapport dévoile des accusations de harcèlement sexuel de la part du directeur commercial, Mike Golub, qui est également renvoyé.

## Palmarès
- NWSL Championship (3) :
  - Champion en 2013, 2017 et 2022
  - Finaliste en 2018
- NWSL Shield (2) :
  - Vainqueur en 2016 et 2021
  - Deuxième en 2017, 2018 et 2022
- NWSL Challenge Cup (1) :
  - Vainqueur en 2021
- NWSL Fall Series
- Women's International Champions Cup (1) :
  - Vainqueur en 2021
- Coupe des champions féminine de la CONCACAF
  - Troisième : 2024-2025

## Bilan général
Bilan par saison en National Women's Soccer League.
| Année | Saison régulière  | Séries éliminatoires | NWSL Challenge Cup     | Meilleure buteuse                     |
| ----- | ----------------- | -------------------- | ---------------------- | ------------------------------------- |
| 2013  | 3e                | Champion             |                        | Christine Sinclair et Alex Morgan (8) |
| 2014  | 3e                | Demi-finaliste       | Jessica McDonald (11)  |                                       |
| 2015  | 6e                | NQ                   | Allie Long (10)        |                                       |
| 2016  | 1er               | Demi-finaliste       | Nadia Nadim (9)        |                                       |
| 2017  | 2e                | Champion             | Christine Sinclair (8) |                                       |
| 2018  | 2e                | Finaliste            | Lindsey Horan (13)     |                                       |
| 2019  | 3e                | Demi-finaliste       | Christine Sinclair (9) |                                       |
| 2020  | saison abandonnée | saison abandonnée    | Demi-finaliste         | Christine Sinclair (6)                |
| 2021  | 1er               | Demi-finaliste       | Champion               | Sophia Smith (7)                      |
| 2022  | 2e                | Champion             | -                      | Sophia Smith (14)                     |
| 2023  | 2e                | Demi-finaliste       | -                      | -                                     |
| 2024  | 6e                | 1/4 finale           | -                      | -                                     |

## Personnalités du club

### Entraîneurs
- Cindy Parlow Cone (2013)
- Paul Riley (2014-2015)
- Mark Parsons (2016-2021)
- Rhian Wilkinson (2022)

### Joueuses emblématiques

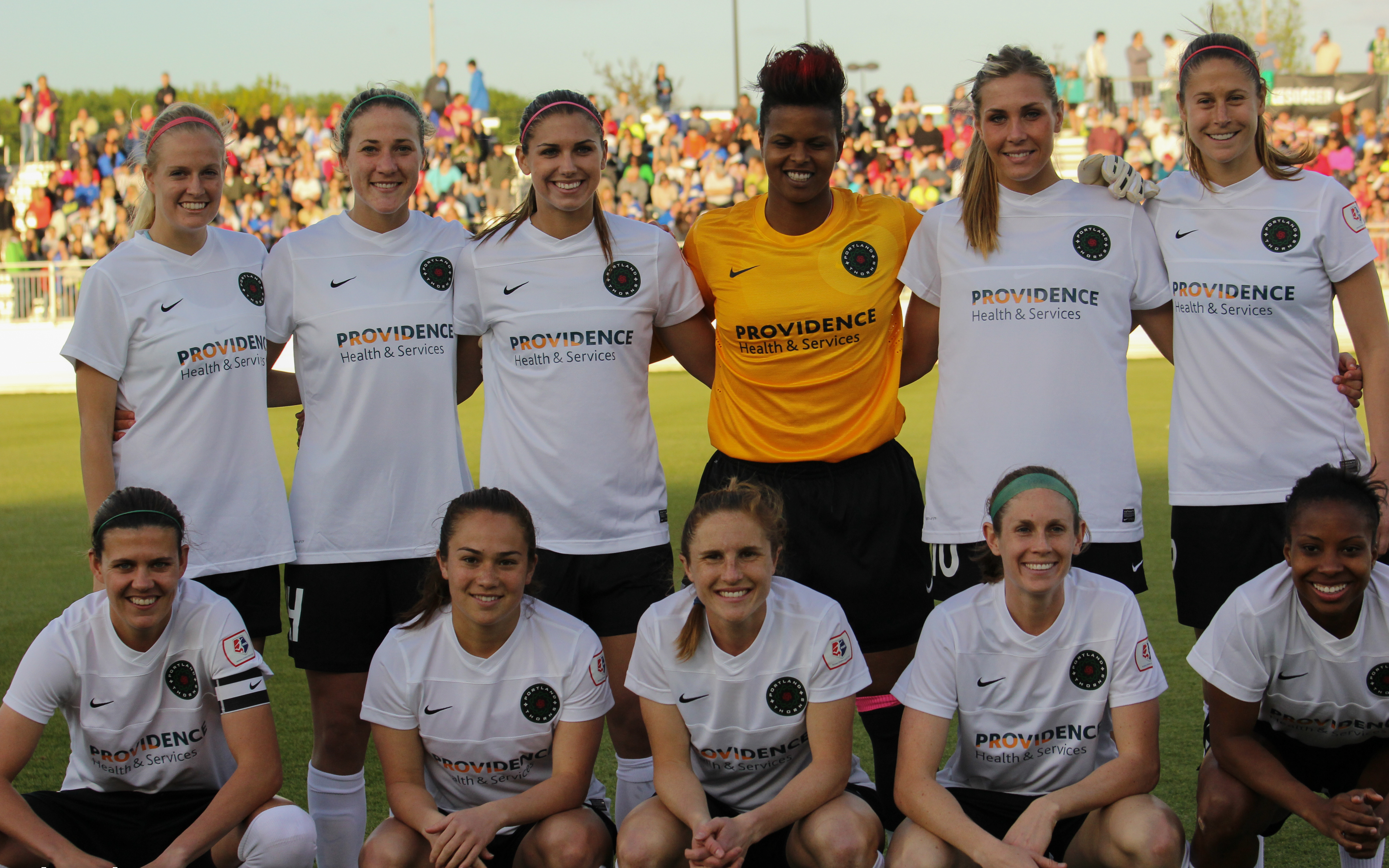
Le onze titulaire des Thorns face au Washington Spirit le 4 mai 2013, avec notamment Karina LeBlanc, Allie Long, Mana Shim, Christine Sinclair et Alex Morgan.

- Nadine Angerer
- Hayley Raso
- Christine Sinclair
- Raquel Rodríguez
- Nadia Nadim
- Veronica Boquete
- Celeste Boureille
- Crystal Dunn
- Adrianna Franch
- Tobin Heath
- Lindsey Horan
- Meghan Klingenberg
- Allie Long
- Emily Menges
- Alex Morgan
- Angela Salem
- Mana Shim
- Sophia Smith
- Emily Sonnett

## Rivalités
Les Thorns sont opposées à l'OL Reign dans le Cascadian derby (en référence à la Cascadia), à l'image de leurs homologues masculins des Portland Timbers face aux Seattle Sounders. Les records d'affluence de la NWSL sont régulièrement battus lors de ces derbies,,
| Compétition      | V  | N | D  | BP | BC |
| ---------------- | -- | - | -- | -- | -- |
| Saison régulière | 8  | 3 | 13 | 22 | 34 |
| Play-Offs        | 1  | 0 | 0  | 2  | 1  |
| Challenge Cup    | 1  | 1 | 0  | 2  | 0  |
| 2020 Fall Series | 2  | 0 | 0  | 6  | 2  |
| Total            | 12 | 4 | 13 | 32 | 37 |

Mise à jour le 18 janvier 2022.

## Supporters

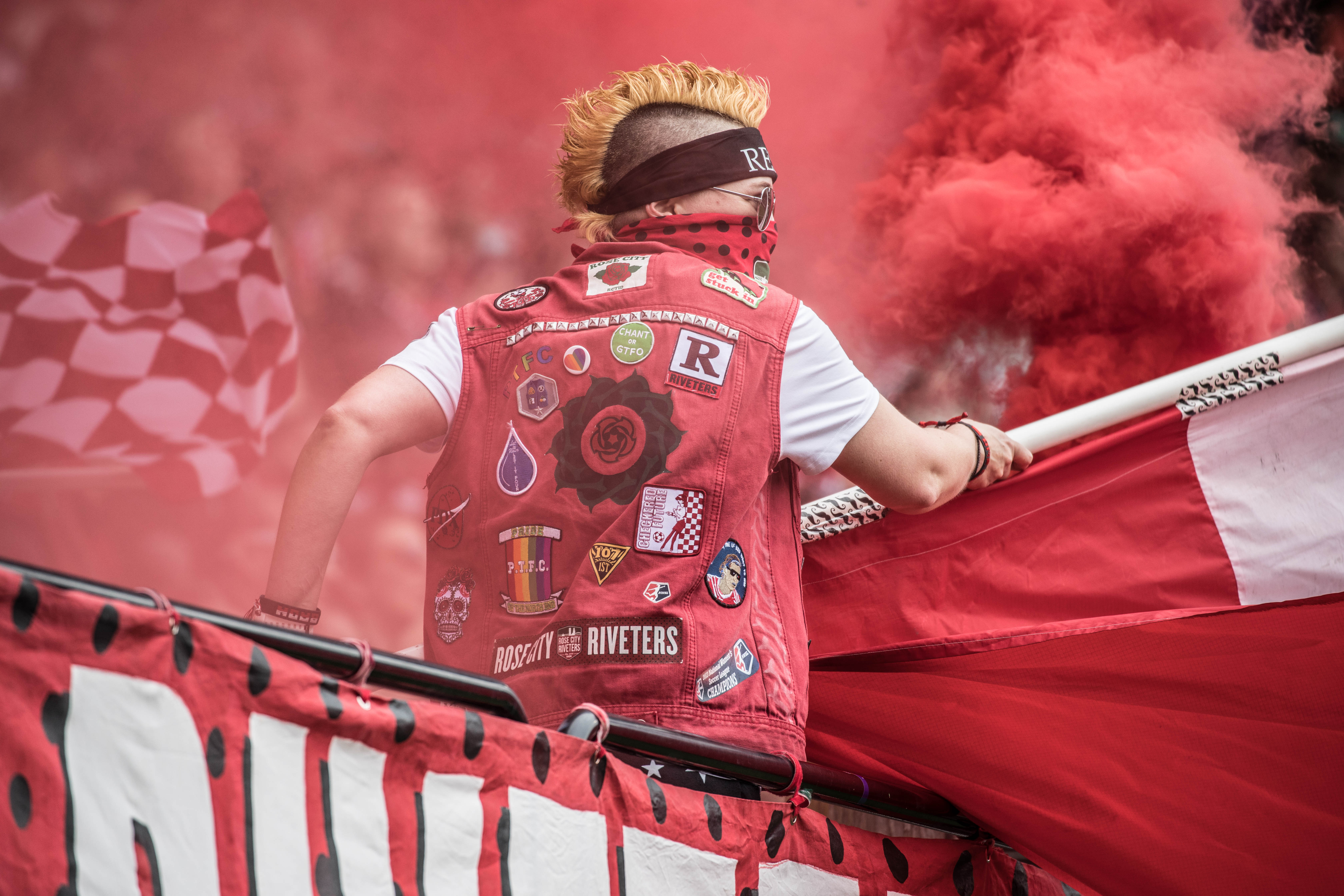
Membre des Rose City Riveters.

Les Rose City Riveters sont le principal groupe de supporters des Thorns. L'équipe compte aussi sur le soutien de la Timbers Army, le groupe de supporters des Timbers.